# Konrad Kujau

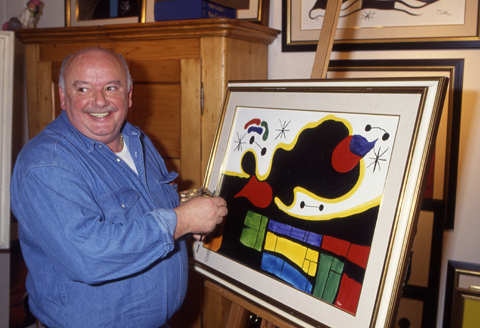
Konrad Kujau vor seinem Werk Labyrinth der Zeit, 1992

Konrad Paul Kujau (* 27. Juni 1938 in Löbau; † 12. September 2000 in Stuttgart) war ein deutscher Maler, Kunstfälscher und Aktionskünstler. Er wurde 1983 durch die Fälschung der „Hitler-Tagebücher“ bekannt, die er dem Wochenmagazin Stern verkaufte. Die Veröffentlichung und Aufdeckung der Fälschung löste einen der größten Presseskandale der deutschen Nachkriegsgeschichte aus.

## Jugend
Beim Luftangriff auf Dresden im Februar 1945 wurde die Familie Kujau getrennt. Daraufhin verbrachte Konrad Kujau seine Kindheit und Jugend in einem Waisenhaus, bis die Familienmitglieder im Jahre 1951 wieder zusammenfanden. Kujau absolvierte die Volks- und Oberschule in seinem Heimatort Löbau. Dort war er bereits während der Schulzeit zeichnerisch tätig und veröffentlichte u. a. Karikaturen in der Sächsischen Zeitung, der Jungen Welt, der Zeitschrift Frösi und dem Eulenspiegel. Durch schwunghaften Verkauf von Autogrammkarten mit täuschend echt nachgemachten Unterschriften damaliger DDR-Politiker besserte er sein Taschengeld auf.
Ermittlungen wegen Diebstahls führten zu seiner Übersiedlung aus der DDR nach West-Berlin. Eine künstlerische Ausbildung Kujaus etwa an der Kunstakademie Stuttgart ist nicht objektiv überprüfbar. 1961 wurde er vom Schöffengericht Stuttgart wegen gemeinschaftlichen schweren Diebstahls verurteilt. Später betätigte er sich selbst als Künstler und bereits als Fälscher. Zusammen mit seiner damaligen Lebensgefährtin Edith Lieblang lebte er in Bietigheim-Bissingen. 1973 wurde er in einem Gerichtsverfahren verurteilt, weil er mit einer geladenen Automatikpistole in ein Lokal marschiert war, um nach einem jugoslawischen Migranten zu suchen, der sein Auto beschädigt hatte.

## Hitler-Tagebücher
Kujau verkehrte als Händler von Militaria mit Neonazis um Michael Kühnen. Über eine Gruppe bekennender Altnazis kam Kujau mit dem Hamburger Reporter Gerd Heidemann in Kontakt. Über diesen gelang es Kujau, dem Nachrichtenmagazin Stern bis zur Entdeckung der Fälschung am 5. Mai 1983 insgesamt 62 Bände sogenannter Hitler-Tagebücher für 9,3 Millionen DM zu verkaufen. Die Fälschungen waren inhaltlich und optisch so geschickt aufbereitet, dass sich seriöse Experten wie der britische Historiker Hugh Trevor-Roper wochenlang täuschen ließen. Erst eine chemische Papieranalyse des Bundesarchivs in Koblenz brachte die Fälschung ans Licht. Im Prozess um die gefälschten Tagebücher vor dem Landgericht Hamburg wurde Kujau im Juli 1985 wegen Betruges zu vier Jahren und sechs Monaten Freiheitsstrafe verurteilt, jedoch bereits nach drei Jahren wegen seiner schweren Kehlkopfkrebs-Erkrankung aus der Justizvollzugsanstalt Stuttgart entlassen. Sein Strafverteidiger war der organisierte Rechtsextremist und NPD-Politiker Peter Stöckicht, der bereits für ihn mit Stern-Redakteur Heidemann verhandelt hatte; er war auch der Verteidiger von Michael Kühnen, dem Gründer der Aktionsfront Nationaler Sozialisten/Nationale Aktivisten, gewesen.
2023 wurden die Fälschungen von John Goetz in kommentierten Ausgaben des März Verlags gedruckt und digital veröffentlicht und dabei besonders Kujaus indirekte Leugnung des Holocaust durch Vertuschung und Verharmlosung untersucht.

## Spätphase
Nach der Strafentlassung nutzte Kujau seine gewonnene Popularität. So trat er nach der Barschel-Affäre als Fälschungsexperte bei Spiegel TV auf. Ferner eröffnete er ein eigenes Atelier, in dem er „original Kujau-Fälschungen“ offiziell verkaufte. Gesteigert wurde seine Bekanntheit durch die Verfilmung der Geschichte über die gefälschten Hitler-Tagebücher in dem Film Schtonk!. Des Weiteren veröffentlichte Konrad Kujau im Jahr 1995 zusammen mit den Rock & Roll Junkies über Rude Boy Records ein Album mit dem Titel Rebellen der Kunst. In diesen Songs setzte er sich mit dem Fälschungsskandal auseinander. Kujau zeigte auch Interesse für Politik: Bei der Bundestagswahl 1994 kandidierte er für die Autofahrerpartei, 1996 erhielt er in Stuttgart als Oberbürgermeisterkandidat 901 Stimmen. Bis kurz vor seinem Tod im Jahr 2000 arbeitete Kujau vorwiegend als Maler in seinem Atelier und veranstaltete Ausstellungen im oberfränkischen Pegnitz.
Konrad Kujau starb am 12. September 2000 im Alter von 62 Jahren an den Folgen von Magenkrebs und wurde auf dem evangelischen Friedhof seiner Geburtsstadt Löbau im Landkreis Görlitz beerdigt.

## Bilderfälschungen

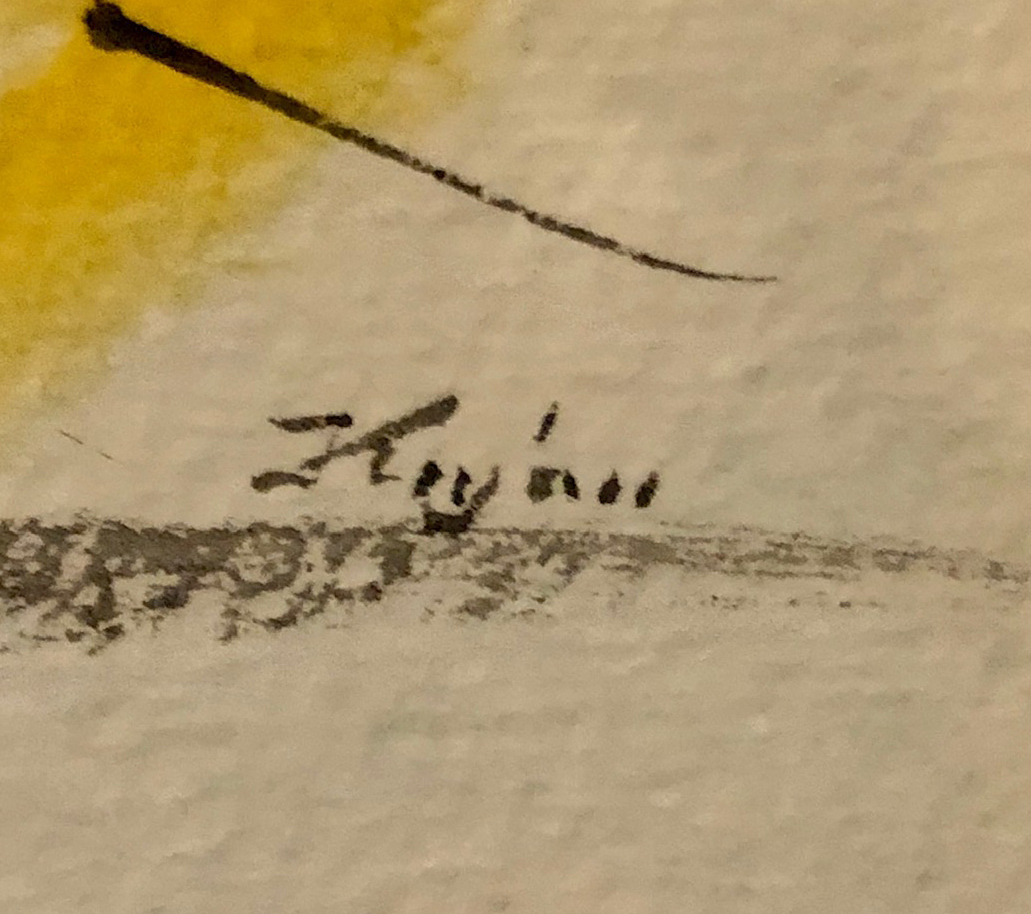
Signatur auf einer Original Kujau-Fälschung.

Kujau verkaufte auch ganz offiziell Original Kujau-Fälschungen. Hierbei handelt es sich um von Kujau gefälschte Bilder von Malern unterschiedlichster Epochen und Stile, die neben der jeweiligen Künstlersignatur auch den Schriftzug Kujau tragen und somit keine Fälschungen im rechtlichen Sinn darstellen. Das Privatmuseum Kujau-Kabinett in Bietigheim-Bissingen zeigt einige Beispiele. Die Werke wurden bei Sammlern so beliebt, dass sie wiederum gefälscht wurden. Ab 2006 tauchte beim Internet-Auktionshaus eBay eine Flut von gefälschten Kujau-Fälschungen auf. Laut Staatsanwaltschaft sollen Erlöse von bis zu 3.500 Euro pro Bild erzielt und ein Gesamtschaden von mehr als 550.000 Euro verursacht worden sein.
2010 wurden die verantwortliche Verkäuferin, nach eigenen Angaben eine weitläufige Verwandte Kujaus, und ihr Lebensgefährte vom Landgericht Dresden wegen Betrugs in 40 nachgewiesenen (von zunächst 301 angeklagten) Fällen zu einer Freiheitsstrafe von zwei Jahren auf Bewährung und gemeinnütziger Arbeit als Auflage verurteilt. Viele der betroffenen Käufer gaben vor Gericht an, sich von den erworbenen Bildern dennoch nicht trennen zu wollen. Eine dieser gefälschten Fälschungen, ein Gemälde im Stil Gustav Klimts, befindet sich im Fälschermuseum Wien.

## Rezeption
- Schtonk! ist ein satirischer Spielfilm von Helmut Dietl aus dem Jahr 1992 mit Schwerpunkt auf den „Hitler-Tagebüchern“. Die Akteure sind dabei namentlich unter Pseudonym aufgeführt, so auch Kujau (als „Professor Dr. Fritz Knobel“, gespielt von Uwe Ochsenknecht). Der Film erreichte eine Oscarnominierung als bester fremdsprachiger Film.
- Der Sammler Marc-Oliver Boger eröffnete 2017 ein privates Museum mit Werken Kujaus, das Kujau-Kabinett, in Bietigheim-Bissingen.[15][16]
- Faking Hitler – Die wahre Geschichte der gefälschten Hitler-Tagebücher ist ein 10-teiliger Stern-Podcast von Malte Herwig aus dem Jahr 2019 mit Original-Aufzeichnungen von Telefonaten zwischen Heidemann und Kujau.[17]
- Faking Hitler ist eine deutsche Miniserie, die 2021 auf RTL+ veröffentlicht wurde. Sie zeigt mit teilweise fiktiven Ereignissen die Veröffentlichung der gefälschten Hitler-Tagebücher mit Schauspieler Moritz Bleibtreu als Konrad Kujau.
- Anläßlich 40 Jahre erste Präsentation von vermeintlichen Hitlertagebüchern wird am 25. April 2023 breit über den Fall berichtet. Die gefälschten Tagebücher sind bereits mittels KI maschinenlesbar gemacht worden.[18]